# 日常生活

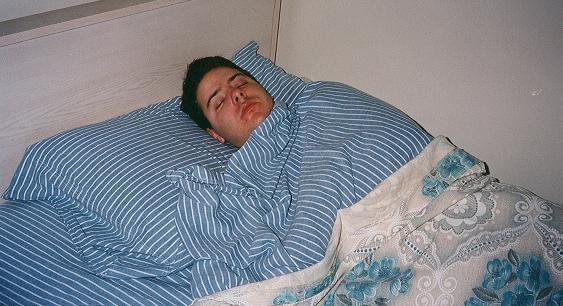
睡覺

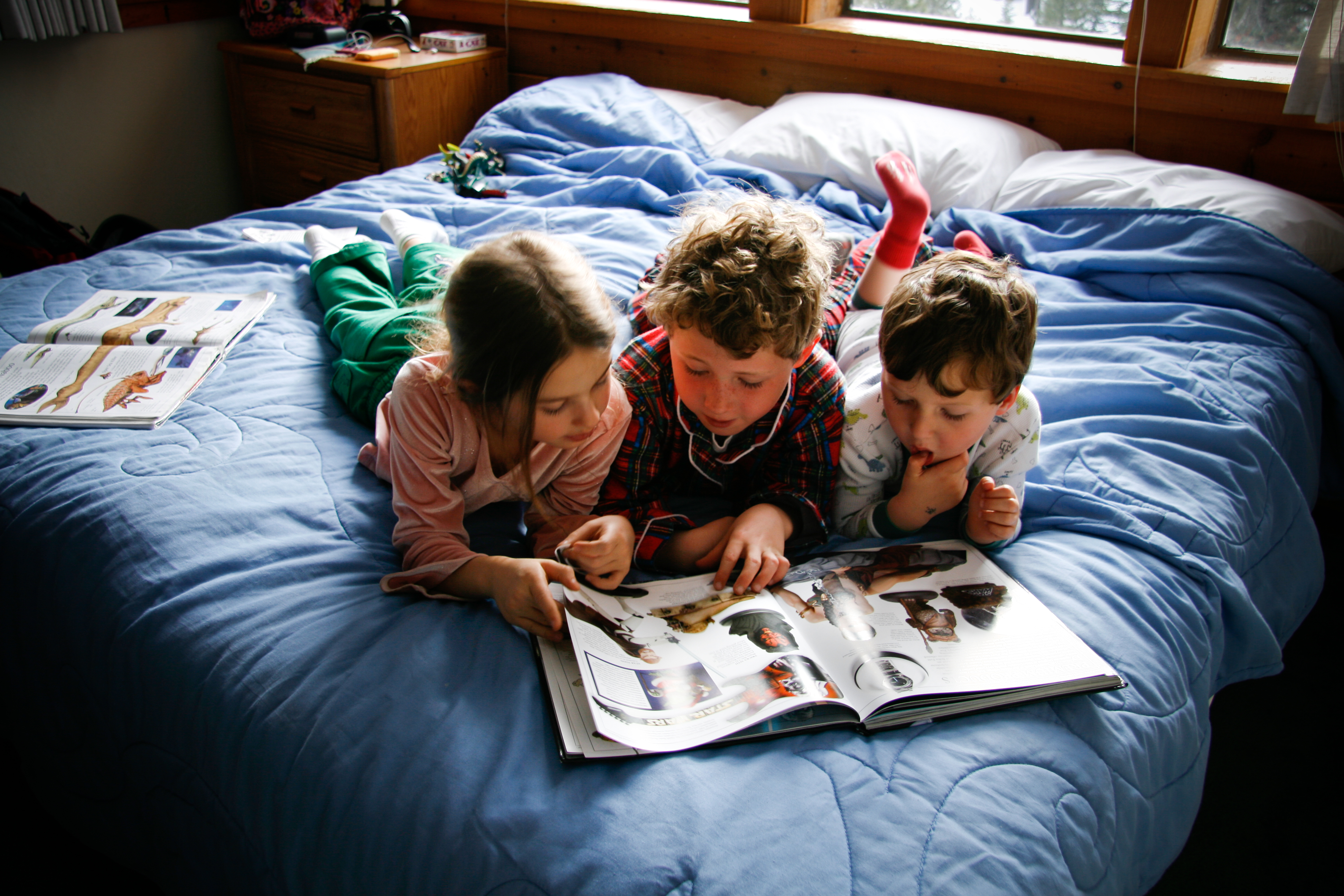
孩童在家中閱讀

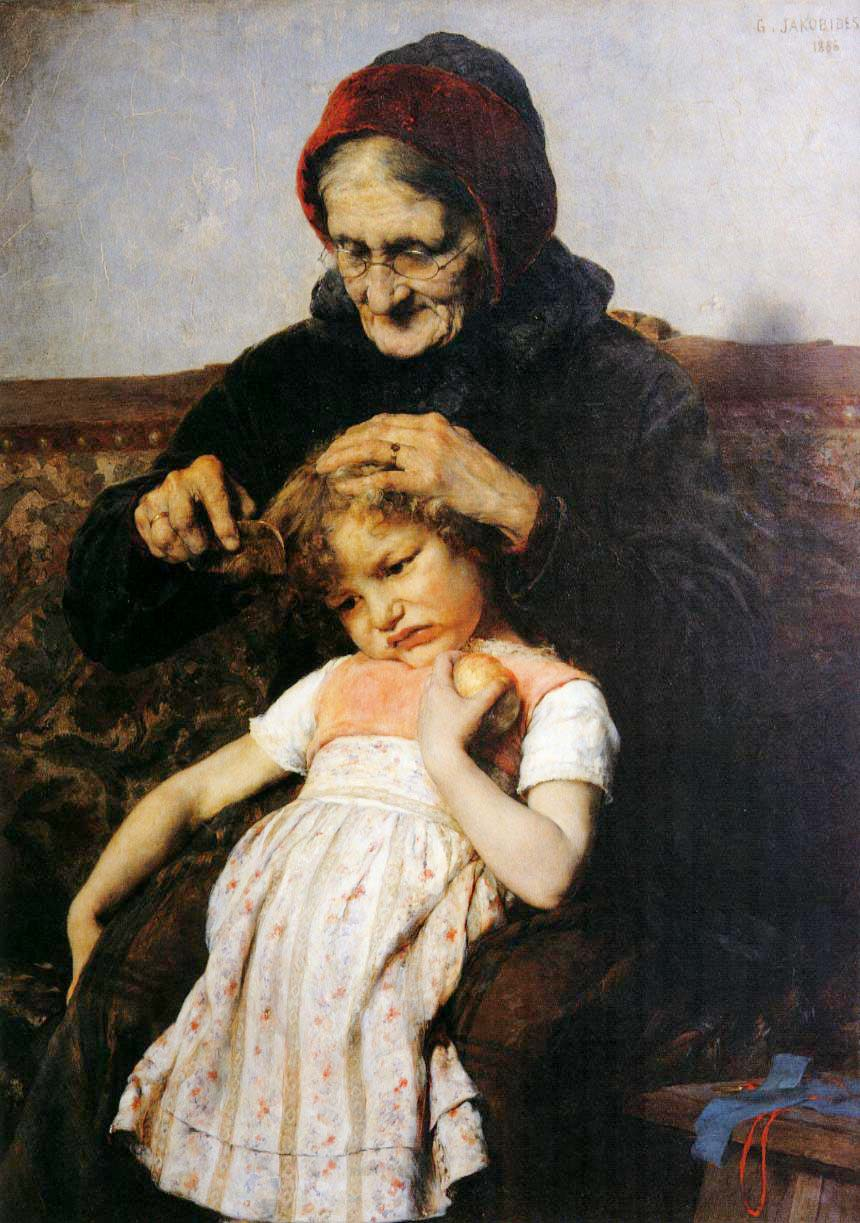
梳理頭髮

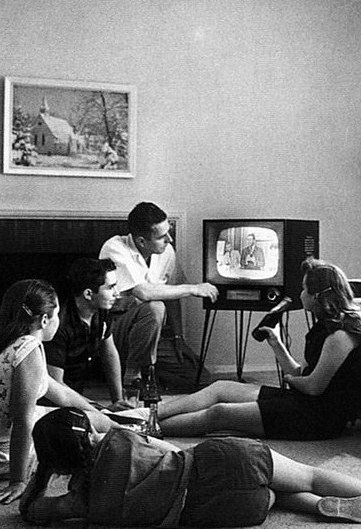
看電視

日常生活是人們每天所做、所想、所感覺的事物。它是社會學的研究分支，同时也是歷史學、文化人類學及民俗学的研究主題之一。
人类的昼行性意味着大多数人在白天活动，在夜晚睡眠，每天进食两到三次。大多数工作时间（不包括轮班工作制）都在日间进行，通常始于早晨，这种计划造就了早高峰时段，许多人会在这一时期收听广播。夜晚通常是休憩时间。许多人每天都会洗澡。
除了这些共同点外，人们的日常生活也有很大的差别。例如，游居者的生活不同于定居者，而城市居民的生活又不同于乡村居民。成年人与儿童，穷人与富人、劳工与知识分子，身份间的差异可能会在工作时间以外持续显现。

## 社會學觀點
日常生活是文化研究中的一个重要概念，它也是社会学领域的一个分支。有人认为，随着19世纪以来工业革命与资本主义的发展，人类的境况与认知都发生了巨大的变化。这个时期的作家和艺术家开始自我反思，开始描绘人的日常，例如，启蒙文学关注政治与圣徒的生平。但也有人持有不同看法，他们认为人类对日常生活的关注有着久远的历史。例如在古希腊文学、中世纪艺术和启蒙时代都有大量对日常生活的描绘。
在研究日常生活的概念时，性别被认为是一个重要的因素。许多理论家认为，女性是日常生活的典型代表，是其受害者。
日常生活的意涵常为消极，它与那些有价值的时刻相区别。在最终的意义上，日常生活被定义为是世俗活动的本质，一种无须思考的持续行为，人们从此处出发走向其它更深层的体验。日常生活是所有社会群体共通的经验，是所有人类存在于世的基础。
约翰·巴奇認為，日常生活中的許多事物不是选择的结果，而是因為環境的特性及對这些特性的認知後果所造成的。社会学家也研究日常生活的组织方式与其意义来源。一份在2000-2004年间出版的社会学期刊《日常行为》专门研究人们日常生活的各个方面。

## 閒暇
以往，人们的日常消遣是在晚上讲述故事传说，这种传统而后发展出了古希腊戏剧和其它娱乐方式。随着历史发展，阅读也逐渐褪去了其专业性的色彩，普通民众能够负担并享受这一乐趣。自20世纪以来，发达国家的大众媒体开始流行，人们每天都可以欣赏到由专业人员创作的各类作品。
在現代生活中，不同形式的媒體向我们提供各種資訊，因此人們會依照其目的的不同，在不同媒體之間作選擇：看電視、使用網路、聽廣播、看報紙或是雜誌等。其中网络在现代生活中的使用比例越來越高，它也成為了一種溝通的方式，不少人已開始擔心網路會影響人与人之间的互動。

## 語言
人的日常由语言和交流所塑造，他们经由言谈形成观点，然后在这些观点的指导下支配自己的时间。大众媒体对人的日常有巨大影响，它塑造了人类的部分经验。媒体借助语言传播它们的观点，小到今天吃什么，大到政府的选择，它们对民众的影响十分广泛。
印第安纳大学伯明顿分校语言文化系教授费德拉·佩祖罗认为，为了更好地理解日常生活，人们需要深入到日常言语中去，去理解其中常见却总是被忽视的修辞。她写道，“修辞使我们相互联结......这关乎我们与这个世界的联系。”

## 日常生活活动
日常生活活动（Activities of daily living, ADL）是一个用于描述个人在居所或外部环境中自我照顾能力的术语。在进行健康评估，尤其当评估对象为年长或是残障人士时，医务人员通常会把日常生活活动能力视为一项重要的指标。根据定义，日常生活活动是指“我们平常做的事情，例如进食、洗浴、着装、梳理、工作、家务以及休憩。”年长者进行这类行为的能力是老人学的关注重点，它可以增进对晚年生活的理解。

## 改变日常
当人们陷于生活的日常，他们就不免会对此感到厌倦，日常不再使他们保持理智，反而带走了生活中仅存的快乐。所以，偶尔地脱离常规，从本能中得到片刻喘息是必要的，人的生活首先要充实，其次才能从中得到享受。假如人们只是专注于生活的艰辛，那么他们永远也无法摆脱生活的消极一面了。
反思，以及对过往经验的积极理解对日常生活十分重要。因为日常行为循环往复，人们很难对其作出改变或是改进，并且他们也往往乐于待在自己所了解的，感到安全的角落。日常迫使人们去面对消极的事物，例如账单、疾病、贫穷或是破裂的关系。那么从日常的短暂解脱就能够帮助人们更好的评估自我，看到事物更加积极的一面。发现乐趣，寻求知识可以带来快乐，并为生活增添更多新鲜感。
人们可以通过为日常增添更多变化来达到这个目的，生活的视角能够由此而不同，因为“习惯是强大而微妙的。它们可以外在于我们的意识，也可以受我们的特定引导。尽管我们常常不会注意到习惯的发展，但我们仍可以对它们操纵并重塑。习惯对生活的影响远超我们的理解——它们是如此强大，以至于我们的大脑会紧紧地依附于习惯，无视其它的一切，甚至无视常识。”

## 相關書籍
- 西格蒙德·佛洛伊德（1901）, 《The Psychopathology of Everyday Life》[13]
- 昂希·列斐伏爾（1947）, 《Critique of Everyday Life》
- 拉乌尔·范内格姆（英语：Raoul Vaneigem）（1967）, 《The Revolution of Everyday Life》[14]
- 米歇爾·德·塞杜（英语：Michel de Certeau）（1974）, 《日常生活的實踐（英语：The Practice of Everyday Life）》[15]
- John Shotter（英语：Shotter, John）（1993）, 《Cultural politics of everyday life: Social constructionism, rhetoric and knowing of the third kind.》[16]
- 约翰·巴奇（英语：John A. Bargh）（1997）, 《The Automaticity of Everyday life.》[17]
- 《The Everyday Life Reader》, 2001, edited by Ben Highmore. ISBN 041523025X